# 올란 우주복

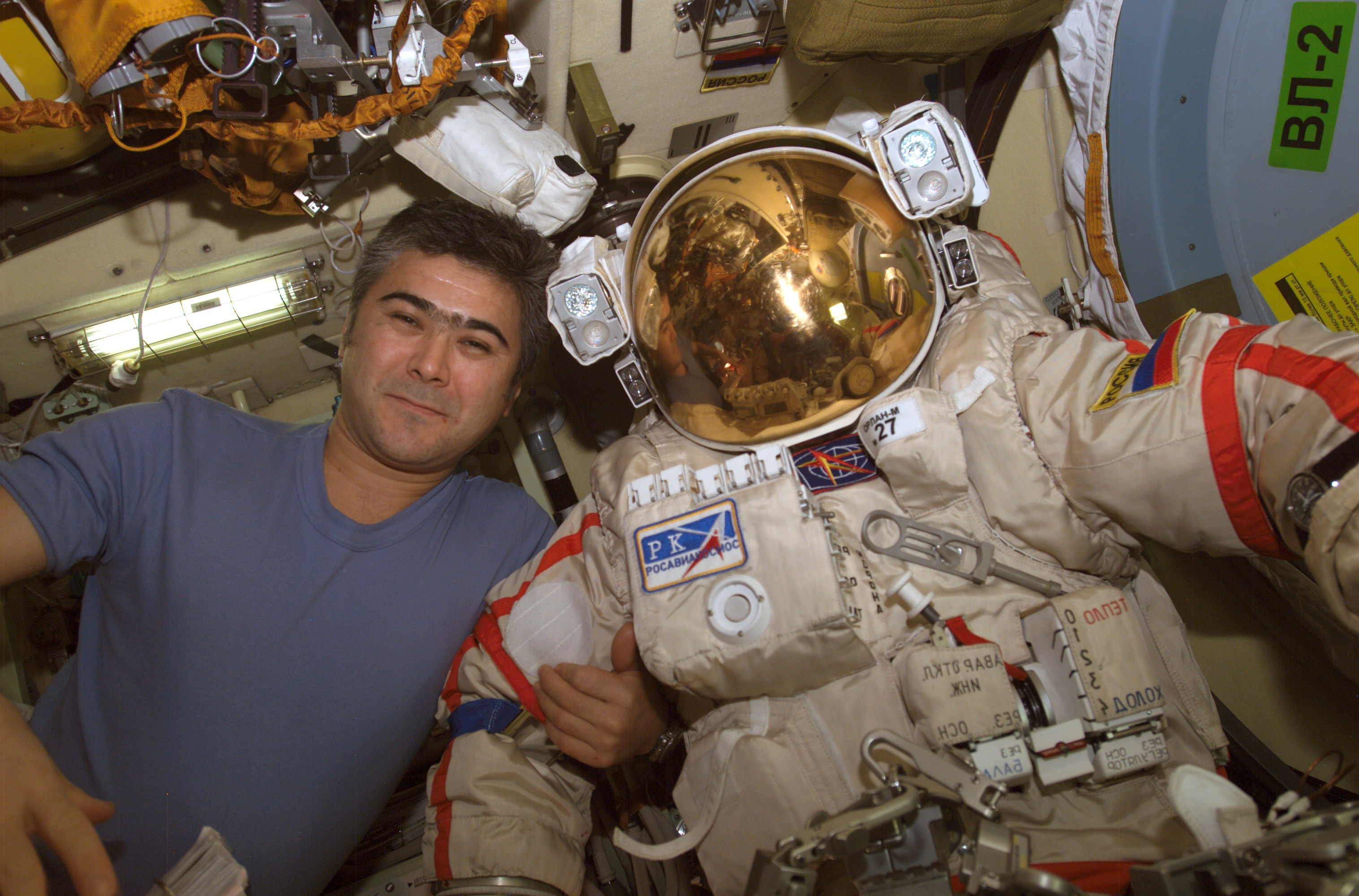
러시아 우주비행사 살리잔 샤리포프가 ISS에서 자신의 올란과 함께 포즈를 취하고 있다.

올란 우주복(러시아어: Орлан)은 러시아의 선외 활동용 우주복이다. 올란 우주복은 NPP 즈베즈다가 디자인하고 제작한다. 올란은 러시아어로 '바다 독수리'를 뜻한다. 본래 달에서 사용하기 위해 개발되었으나, 소련의 달 착륙 계획이 취소되면서 우주 유영용으로 쓰이게 되었다. 1977년 초기 모델인 올란 D가 최초로 사용된 이래 올란 DM, 올란 DMA, 올란 M으로 개량을 거쳐 현재는 올란 MK 모델이 사용되고 있으며, 올란 MKS 모델이 개발 중이다.

## 디자인
올란은 12~14겹의 옷감으로 만들어졌는데, 신축성이 있어 몸에 우주복을 밀착시키는 스판덱스 층, 공기를 충전하는 우레탄 층, 방탄복의 재료로서 우주복이 찢어지는 것을 방지하는 케블라 층이 대표적이다. 올란의 모든 중요 장치는 등 쪽의 팩애 들어 있다. 또한 고장을 대비하여 예비 부품까지 구비되어 있다. 올란의 내부는 0.4기압으로, 우주복을 움직이기 힘들어 섬세한 작업을 수행하기는 어렵다. 올란을 착용할 때는 튜브를 통해 물이 흐르도록 해서 체온의 상승을 막아 주는 수냉식 내의를 반드시 입고 입어야 한다. 올란의 가격은 약 1500만 달러, 한화로 환산하면 약 140억 원이다. 올란의 가장 큰 장점은 사용이 편리하다는 것이다. NASA의 선외 우주복인 EMU는 우주 비행사의 몸에 맞게 각자 따로 제작되어서 한 사람밖에 쓸 수 없는 반면, 올란은 몸의 각 부위에 있는 끈으로 크기를 조절함으로써 165 cm에서 190 cm 의 사람이면 누구나 착용할 수 있다. 또한 EMU의 내부 기압은 0.27기압이므로 우주 유영에 앞서 12시간 동안 에어록에서 감압 과정을 거쳐야 하지만, 올란은 0.4기압으로 우주 유영에 앞서 30분만 감압 과정을 거치면 된다. 올란의 최대 사용 시간은 9시간이며 무게는 112 kg 이고, 4년에 걸쳐 총 15회 정도 사용이 가능하다.

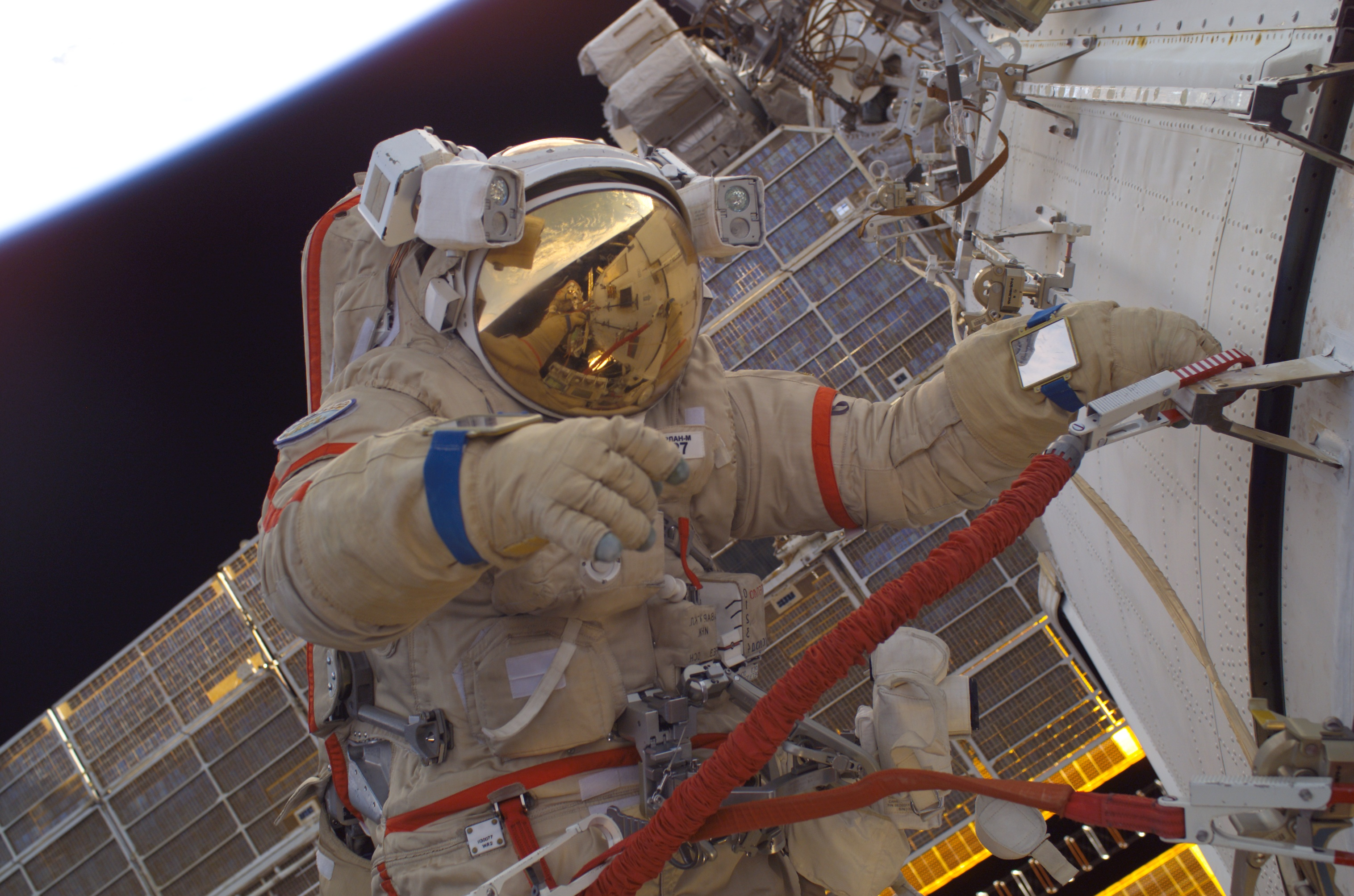
올란을 입고 우주 유영 중인 우주 비행사.

## 역사
최초로 올란이 사용된 우주 유영은 1977년 12월 20일, 소유즈 26호의 임무 기간 동안 소련의 우주 정거장 살류트 6호에서였다. 우주인 유리 로마넨코와 조지 그레츠코는 올란 D를 착용하고 우주 유영을 하였다. 올란 DM은 1985년 8월 2일 소련의 우주 정거장 살류트 7호에서 최초로 사용되었다. 올란 DMA는 1988년 11월 미르 우주 정거장에서 최초로 사용되었고, 올란 M은 미르에서 1997년 최초로 사용되었으며, ISS에서도 사용되었다. 올란 MK는 2009년 6월 ISS에서 최초로 사용된 이후 현재까지 사용되고 있다.

## 버전

### 달 궤도용 우주복
- 이름: 올란 달 궤도용 우주복
- 개발사: NPP 즈베즈다
- 사용: 1967년 ~ 1971년 사이에 개발, 실제로 사용된 적은 없음
- 용도: 선외 우주 유영(EVA)
- 동작 압력: 5.8 psi (400 hPa)
- 중량: 59 kg
- 사용 시간: 5시간

### 올란 D
- 이름: 올란 D
- 개발사: NPP 즈베즈다

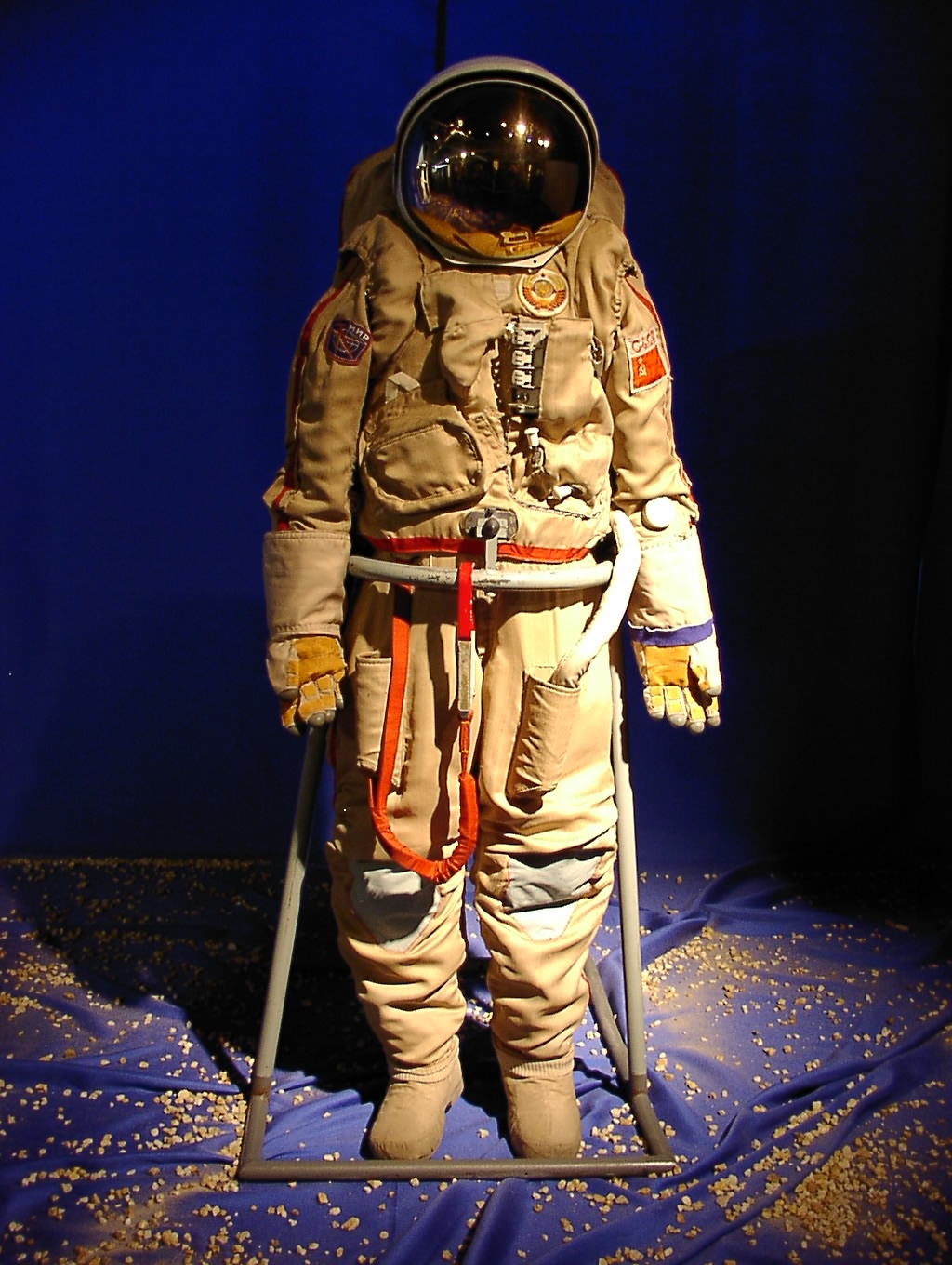
올란 D

- 사용: 1969년 ~ 1977년 사이에 개발, 살류트 6호와 살류트 7호에서 1977년 ~ 1984년까지 사용
- 용도: 선외 우주 유영(EVA)
- 동작 압력: 5.8 psi (400 hPa)
- 중량: 73.5 kg
- 사용 시간: 5시간

### 올란 DM
- 이름: 올란 DM
- 개발사: NPP 즈베즈다
- 사용: 살류트 7호와 미르에서 1985년 ~ 1988년까지 사용
- 용도: 선외 우주 유영(EVA)
- 동작 압력: 5.8 psi (400 hPa)
- 중량: 88 kg
- 사용 시간: 6시간

### 올란 DMA
- 이름: 올란 DMA
- 개발사: NPP 즈베즈다

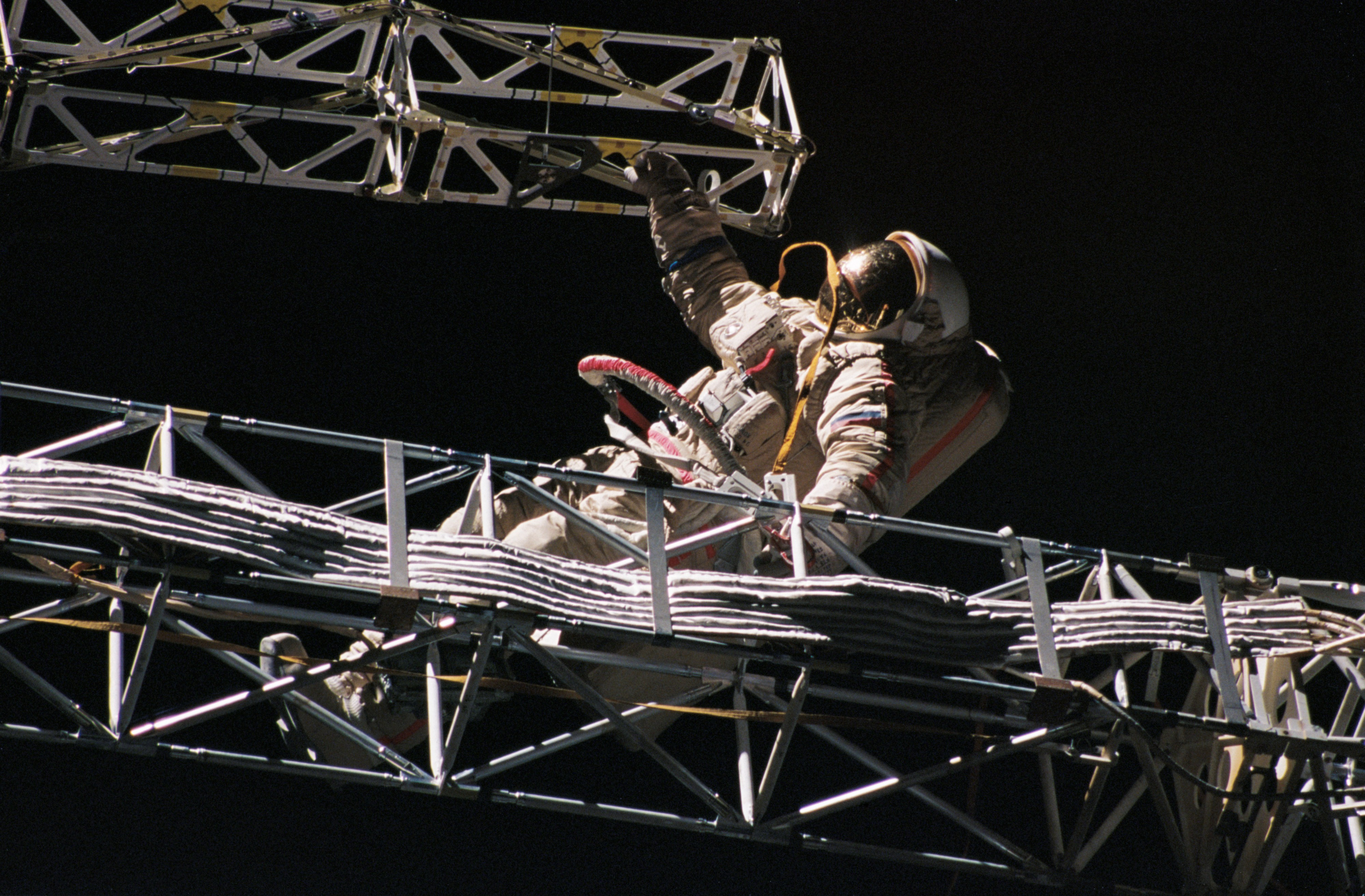
올란 DMA

- 사용: 미르에서 1988년 ~ 1997년까지 사용
- 용도: 선외 우주 유영(EVA)
- 동작 압력: 5.8 psi (400 hPa)
- 중량: 105 kg
- 사용 시간: 7시간

### 올란 M
- 이름: 올란 M
- 개발사: NPP 즈베즈다

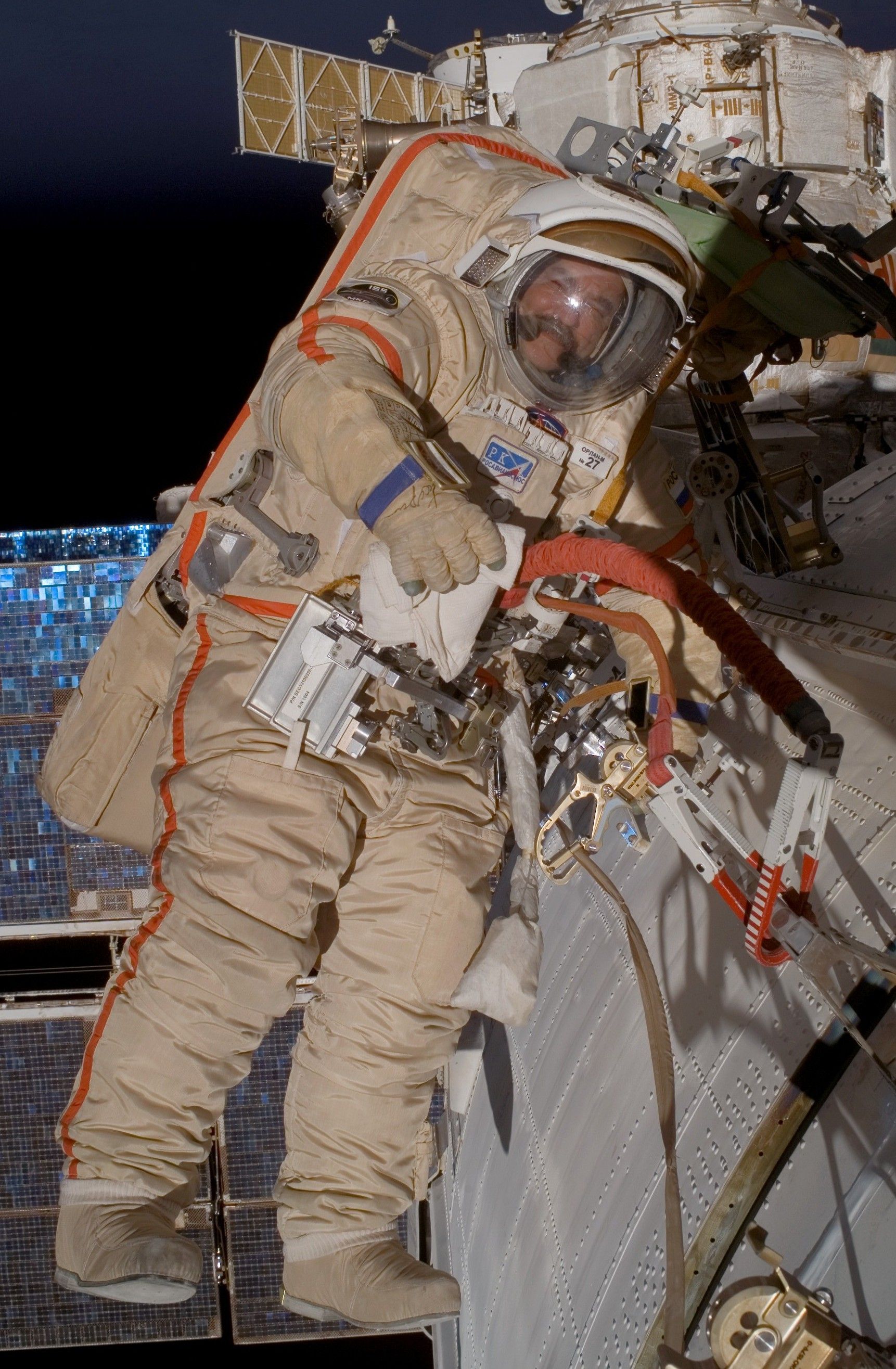
올란 M

- 사용: 미르와 국제 우주 정거장에서 1997년 ~ 2009년까지 사용
- 용도: 선외 우주 유영(EVA)
- 동작 압력: 5.8 psi (400 hPa)
- 중량: 112 kg
- 사용 시간: 7시간

### 올란 MK
- 이름: 올란 MK
- 개발사: NPP 즈베즈다

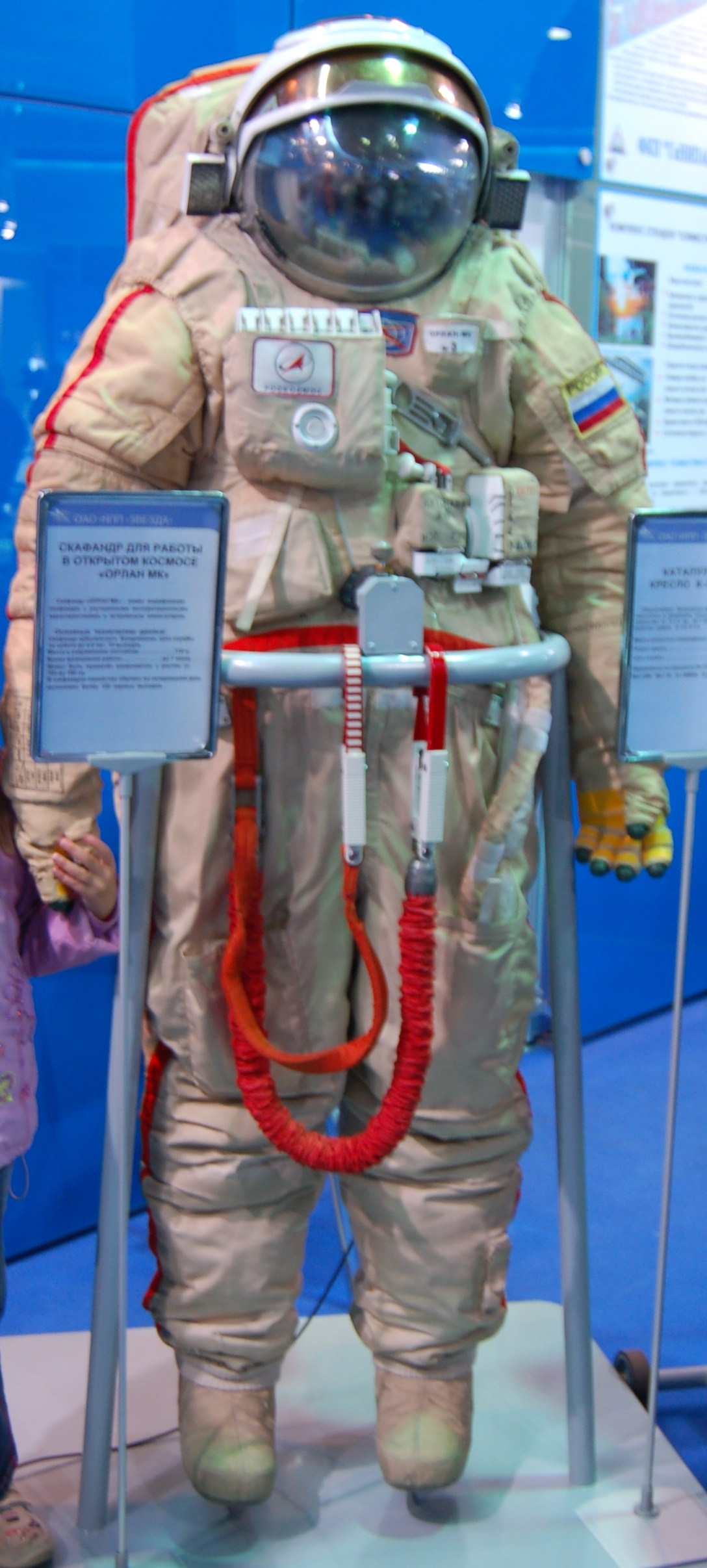
올란 MK

- 사용: 국제 우주 정거장에서 2009년 ~ 현재까지 사용 중
- 용도: 선외 우주 유영(EVA)
- 동작 압력: 5.8 psi (400 hPa)
- 중량: 120 kg
- 사용 시간: 7시간

### 올란 MKS
- 이름: 올란 MKS
- 개발사: NPP 즈베즈다
- 사용: 2015년 이후 도입되어 국제 우주 정거장에서 사용될 예정
- 용도: 선외 우주 유영(EVA)
- 동작 압력: 5.8 psi (400 hPa)
- 사용 시간: 7시간

## 같이 보기
- 소콜 우주복